# 羅茲多爾 (戈洛瓦尼夫西克區)
48°15′43″N 30°25′46″E / 48.26194°N 30.42944°E
羅茲多爾（烏克蘭語：Роздол），是烏克蘭中部的村莊，隸屬基洛夫格勒州的霍洛瓦尼夫斯克區。該村面積2.48平方公里，海拔高度136米，2001年人口538，人口密度每平方公里216.8人。